# Rudra
Rudra (devanagari: रुद्र) est un dieu du Rig-Véda, associé à la nature sauvage, au vent, à la tempête et à la médecine. Maître des animaux, il est à la fois chasseur de gibier (mriga-vyadha) et maître du bétail (Pashupati).
Figure primitive de Shiva, Rudra est un des dieux majeurs de l'hindouisme. Il est l'archer divin avec comme attribut principal l'arc d'Indra.

## Étymologie
Le nom du dieu rudrá- se superpose exactement à l'adjectif latin rullus « rustre ». La forme adjectivale sanskrite raúdra- renvoie à « ce qui est sauvage », c'est-à-dire « non ordonné », « in-culte ». Il s'agit « de ce qui n'appartient pas au domaine arya, ce qui n’a pas été dompté, ce dont on n'a pas pris possession en l'ordonnant comme la terre étrangère conquise et qui deviendra propice au clan lorsqu'elle sera sacralisée par les rites d’ordonnancement, en la délimitant, en la fertilisant puis en la cultivant, lui faisant ainsi perdre sa nature sauvage, non maîtrisée, dangereuse, sa nature rudraïque. »
Le nom a été traduit par « Le Rugissant », « Le Hurleur », le « Furieux ». Rudra est une figure primitive de Shiva, un des dieux majeurs de l'hindouisme. En effet, le théonyme Shiva provient d'une épithète de Rudra, l'adjectif shiva « gentil, aimable » utilisé par euphémisme pour ce dieu qui, dans le Rigveda porte également l'épithète ghora « terrible ». En raison de la nature violente de Rudra, le dieu est ainsi souvent imploré afin qu'il soit miséricordieux et bienveillant et invoqué avec les épithètes Bhava et Shiva, signifiant tous deux « favorable, propice ». L'utilisation de l'épithète a fini par dépasser le théonyme d'origine et dans la période post-védique (dans les épopées sanskrites), le nom de Rudra a fini par être considéré comme un synonyme du dieu Shiva et les deux noms ont été utilisés de façon interchangeable.

## Mythe

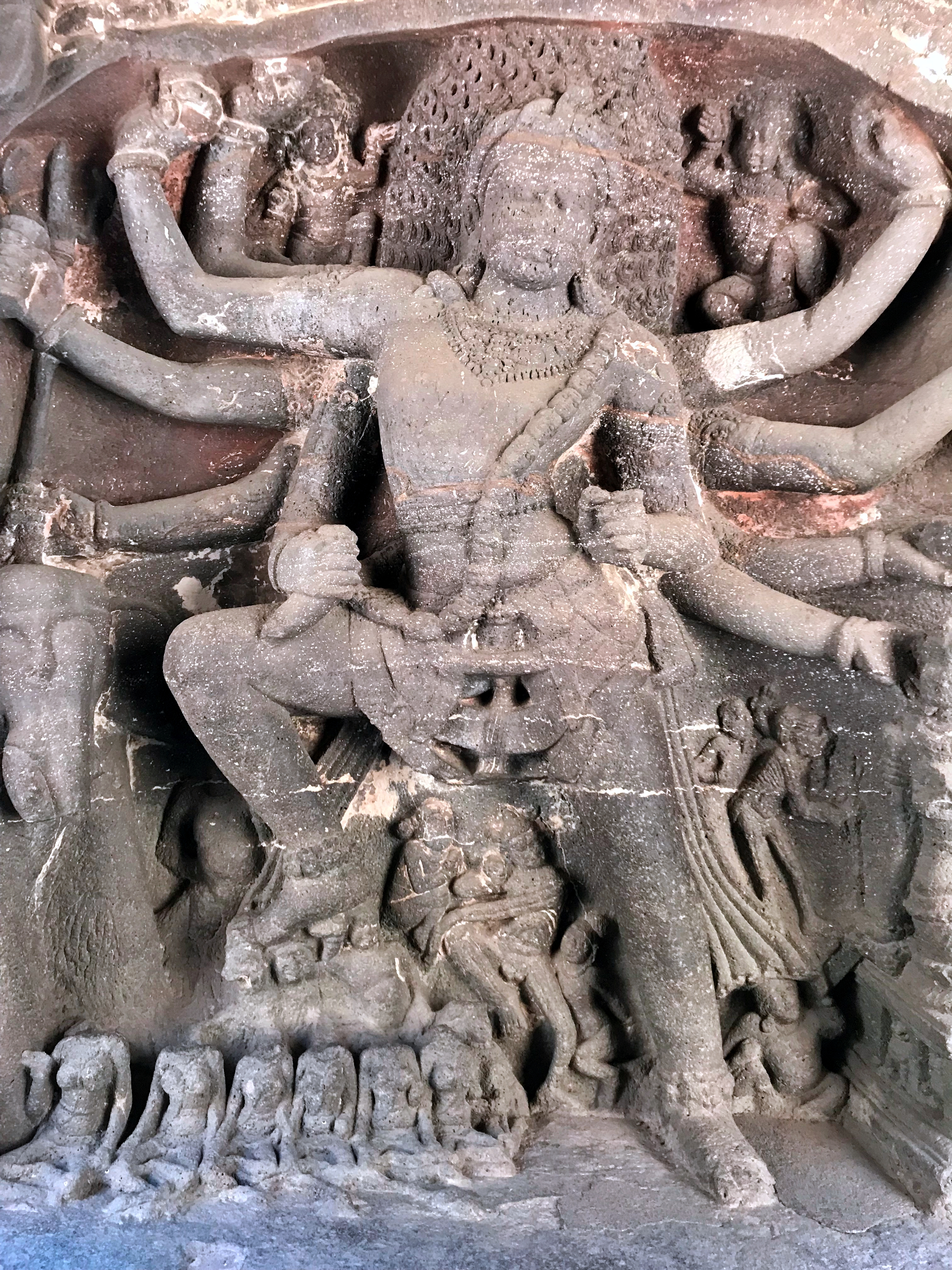
Rudra, temple de Kailâsanâtha

Le mythe central de Rudra qui illustre sa position dans le panthéon védique est le sacrifice de Daksha : tous les dieux y ont été conviés, sauf lui. Il se venge selon les versions soit en le perturbant ou en mutilant plusieurs divinités.
Une version précise que Rudra crée de sa bouche un monstre nommé Vīrabhadra « bénéfique aux héros » qui jette des flammes. Selon la version des Puranas, Rudra désormais nommé Shiva mutile plusieurs participants et est qualifié de Bhagahārin- « qui a frappé Bhaga ».
L'identification de Rudra à Agni dieu du feu sacrificiel et du foyer jointe à son qualificatif de vāstavia- « resté sur place », « qui vit dans la maison » fournit une explication au mythe : le feu a permis aux dieux de monter au ciel grâce à sa flamme et à sa fumée, mais ses braises restent liées au foyer. L'Inde présente une variante du mythe indo-européen que l'on retrouve dans les Sarcasmes de Loki ou la légende de Syrdon où le Feu divin n'est pas agressif parce qu'exclu (injustement) du banquet des dieux mais exclu du banquet en fonction de son agressivité verbale (le « feu de la parole »). L'agressivité est naturelle au feu qui peut se muer en ennemi.

## Nature et fonctions
Les hymnes dépréciatifs qui lui sont dédiés dans le Rig-Véda, tentent de le maintenir éloigné du clan, des hommes comme des bêtes. « Ces suppliques à son adresse et cette mise à distance expriment la terreur que ce dieu engendre chez les arya et surtout le caractère redoutable de la puissance maléfique par laquelle il peut foudroyer tout être vivant »,.
Le mythe indien le présente comme un démon ásura-, ennemi des dieux. Néanmoins, ce terme qui signifie initialement « seigneur » s'applique d'abord aux grandes divinités. Il est ainsi dit « maître du monde ». Mais il ne règne que sur la part sauvage, forestière, montagnarde et nocturne du monde. Pour cette raison, il est le chef naturel des jeunes hommes et des Maruts. Il préside à l'initiation des garçons qui s'effectue dans la nature sauvage et partiellement la nuit. L'activité de la chasse s'y rattache. Ces bandes représentent le Männerbund aristocratique. Plus largement, il a pour séides tous ceux qui vivent en dehors de notre monde ou qui en sortent : les malfaiteurs, les marchands ambulants, les chasseurs, les pêcheurs, les éleveurs de chiens qui sont priés d'exercer leurs activités loin du village. Comme Hermès, Rudra est le dieu des voleurs et la formation au vol fait partie de l'initiation des jeunes garçons lors du Männerbund.
Il est le père des Rudras, un groupe de divinités qui sont les correspondants divins des jeunes hommes soumis à l'initiation dans la nature sauvage que Rudra a reçue en partage.
En dépit de sa nature agressive et malveillante, il peut aussi être miséricordieux, guérissant et apaisant. Il est celui « qui emporte au loin le mal physique apporté par les dieux. Cette nature ambivalente fait tout autant de lui un chasseur redoutable qu’un guérisseur, médecin des médecins, portant en main les mille remèdes apaisants »,. Rudra est mṛgavyādha, « chasseur de gibier », mais aussi par ambivalence, paśupati, « maître du bétail [sacrificiel] ». Ceci explique les formules qui l'exhortent de rester éloigné du bétail, de ne pas le frapper de maladie et ainsi de faire acte de bienveillance,.
La guérison et la fertilité sont ainsi un autre aspect de Rudra. Dans le Rig Veda, il est dit qu'il a « une main qui guérit » (II 33, 7) et « mille remèdes » (VII 46, 3). Il est invoqué pour éliminer la maladie et assurer la santé (VII 46, 2 ; I 114, 1). ). Il est dit « le plus grand médecin des médecins » (II 33, 4), et cette capacité est transmise à ses fils. Dans les Sutras, des sacrifices lui sont prescrits pour éliminer ou prévenir les maladies du bétail. Lors de la commémoration automnale des morts, un rituel dédié à Rudra Tryambaka est effectué au cours duquel des gâteaux plats sacrificiels sont offerts. On lui chante : « Tu es la médecine : médecine pour le bétail, médecine pour le cheval et l'homme, prospérité pour le bélier et la brebis ».
Sa couleur est le rouge sombre, mais en tant que sanglier céleste, il est qualifié de « fauve », « rouge clair ».
Archer divin, il a comme attribut principal l'arc d'Indra. Son arme, la flèche, s'identifie à l'éclair.

## Culte
Dans les rites, il reçoit ce qui reste du sacrifice aux autres dieux, mais aussi divers autres produits forestiers : « du sésame sauvage, du blé sauvage, du lait de cerf en bref, des choses sauvages ou originaires de la forêt ».

## Vers Shiva

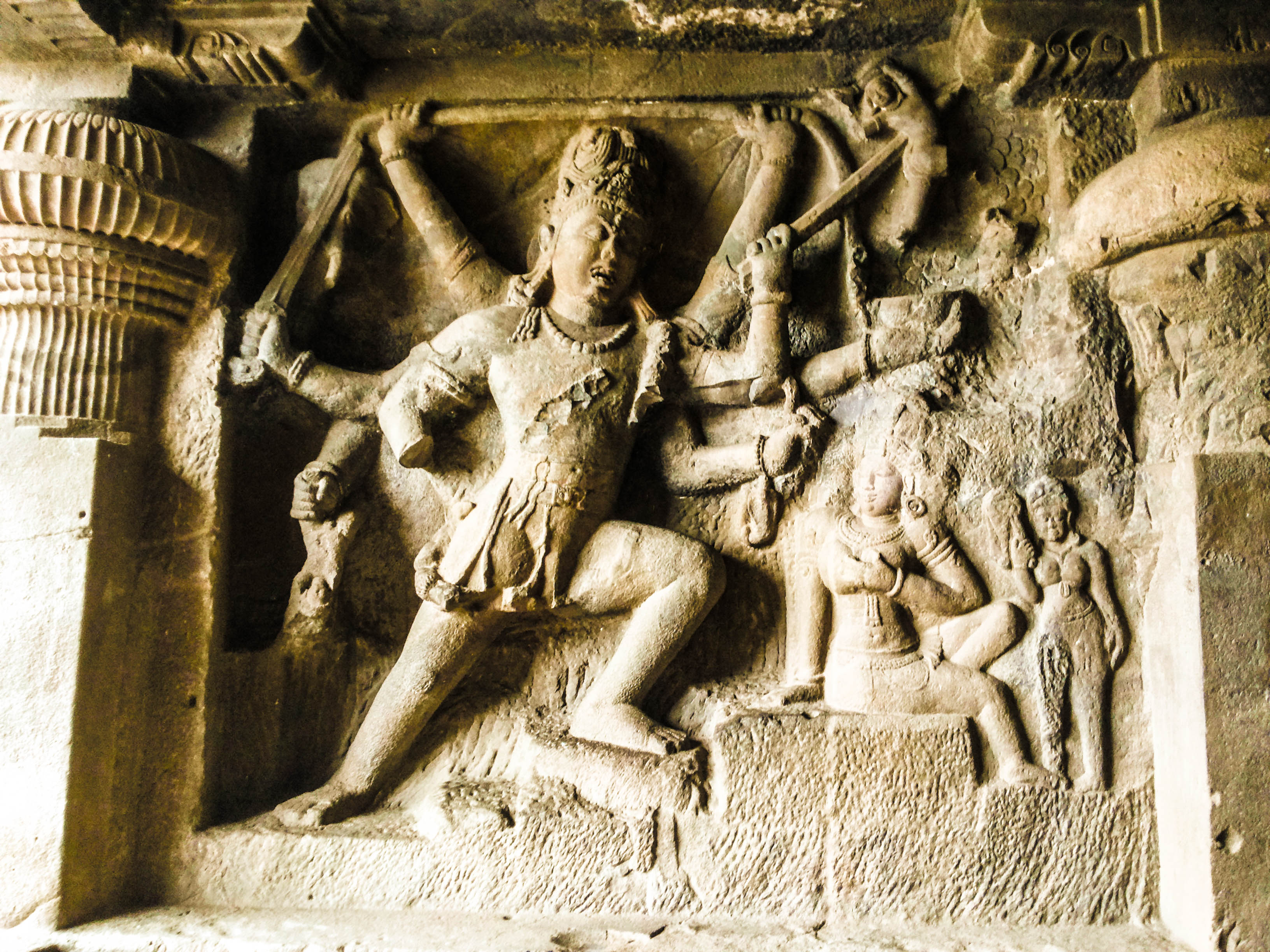
Statue en relief de Shiva en posture de guerrier avec son épouse, Parvati, grottes d'Ellorâ, grotte 29

Avec le développement du shivaïsme, la figure divine de Rudra s'estompe pour laisser la place à son ancienne épithète Shiva. Mais, « si Rudra fut chasseur des bêtes sauvages et maître du bétail sacrificiel, le nouveau dieu sera maître d'un troupeau bien plus particulier : celui des hommes qui, prisonniers du cycle des transmigrations, sont enchaînés par Yama, dieu de la mort, qui les traîne de renaissances en renaissances telles des bêtes domestiques que l’on tire sur l’aire sacrificielle. Le pouvoir yogique permettra alors aux sectateurs shivaïtes de parvenir à la délivrance (moksha) du saṃsāra. Dans la cosmologie épico-puràňique, Shiva a conservé le pouvoir redoutable de Rudra, puissance destructrice qui enflamme à chaque fin de cycle cosmique la Création afin de l'anéantir et de laisser place à une nouvelle à partir du reste de l’ancienne (Ananta), rebut renvoyant à celui accordé à Agni-Rudra dans le système sacrificiel védique ».
Rudra est la deuxième facette de Shiva, appelé parfois Shiva-Shankara, la face sombre de Shiva ; dieu des animaux, de la mort, des orages. Dieu hurleur effrayant et dieu des tempêtes. 
Il représente le côté le plus mystérieux du grand dieu, il n'intervient que dans certaines incarnations (avatars de Krishna) pour rappeler à Shiva qu'il n'y a pas de dualité en lui (puisque Shiva est une conscience pure).

## Modernité
C'est encore un des nombreux noms de Krishna. Par ailleurs, Rudra est le nom choisi par le chorégraphe Maurice Béjart pour son école de jeunes danseurs, basée à Lausanne (Suisse): l'École-atelier Rudra, fondée en 1992.
L'astéroïde aréocroiseur (2629) Rudra porte son nom.
- Agni et Rudra sont deux démons jumeaux que Dante doit affronter dans le jeu vidéo Devil May Cry 3, sur PS2 et PS3. Ils représentent le feu et le vent. Après les avoir vaincus, Dante obtient deux sabres élémentaires, qui sont les âmes d'Agni et de Rudra. Ils sont les Boss de fin de la Mission 5, Sabres et Démons.